# ال شدای

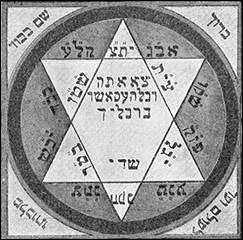
ستاره شش پر یا ستاره داوود با نام های مقدس

ال شدای (عبری: אֵל שַׁדַּי‎) یا به‌طور مخفف شدای، یکی از نام‌های خدای یهودیان است. معنای دقیق ال شدای مشخص نیست اما ال شدای در آغاز یکی از القاب ال، بزرگ‌ترین خدای کنعان، بوده و بعد از اینکه ال و یهوه با یکدیگر ترکیب شدند، ال شدای میان نام‌های یهوه جای گرفت.
معنای ال در زبان اوگاریتی/کنعانی واضح به نظر می‌رسد زیرا ال خدای بزرگ ایشان بود اما معنای «شدای» محل تردید است. «ال شدای» مثل ال علیون، ال علام و ال بثل به دیگر نام‌های خدایی خاورمیانه باستان شبیه است. فرضیه‌های مختلفی دربارهٔ معنای ال شدای وجود دارد که برخی از آنان چنین است:
- ال، اهل منطقه‌ای به نام شدای
- ال، دارای یک توانایی به نام شدای
- ال، او که به شدای معروف است[۱]
- خدای بیابان[۳]
- خدای کوهستان (مرتبط با شدو در اکدی)[۴]
- خدای نابود کننده (مرتبط با شداد و نیز شدید در عربی)[۵]
- پستان‌های خدا (مرتبط به وجهه زنانه این خدا)[۶][۷]